# 742年
| 千纪： | 1千纪                                                                                           |
| 世纪： | 7世纪 \| 8世纪 \| 9世纪                                                                         |
| 年代： | 710年代 \| 720年代 \| 730年代 \| 740年代 \| 750年代 \| 760年代 \| 770年代                       |
| 年份： | 737年 \| 738年 \| 739年 \| 740年 \| 741年 \| 742年 \| 743年 \| 744年 \| 745年 \| 746年 \| 747年 |
| 纪年： | 壬午年（马年）；唐（新罗）天寶元年；日本天平十四年；渤海国大興五年                              |

## 大事记
- 中國
  - 唐玄宗改元天寶。
  - 詩人李白供奉翰林院。
  - 安祿山就任平盧節度使。
- 後突厥汗國
  - 八月，阿史那骨咄葉護可汗被拔悉密、回紇、葛邏祿三部所杀，拔悉密酋長自立為頡跌伊施可汗，回紇、葛邏祿自為左、右葉護。突厥餘眾共立阙特勤之子为烏蘇米施可汗。

## 出生
- 4月2日――查理大帝，法兰克王国国王（814年逝世，72岁）
- 5月27日――唐德宗李適（805年去世，63岁）
- 赤松德贊

## 逝世
- 阿史那骨咄，後突厥汗國可汗。